# مون بلان

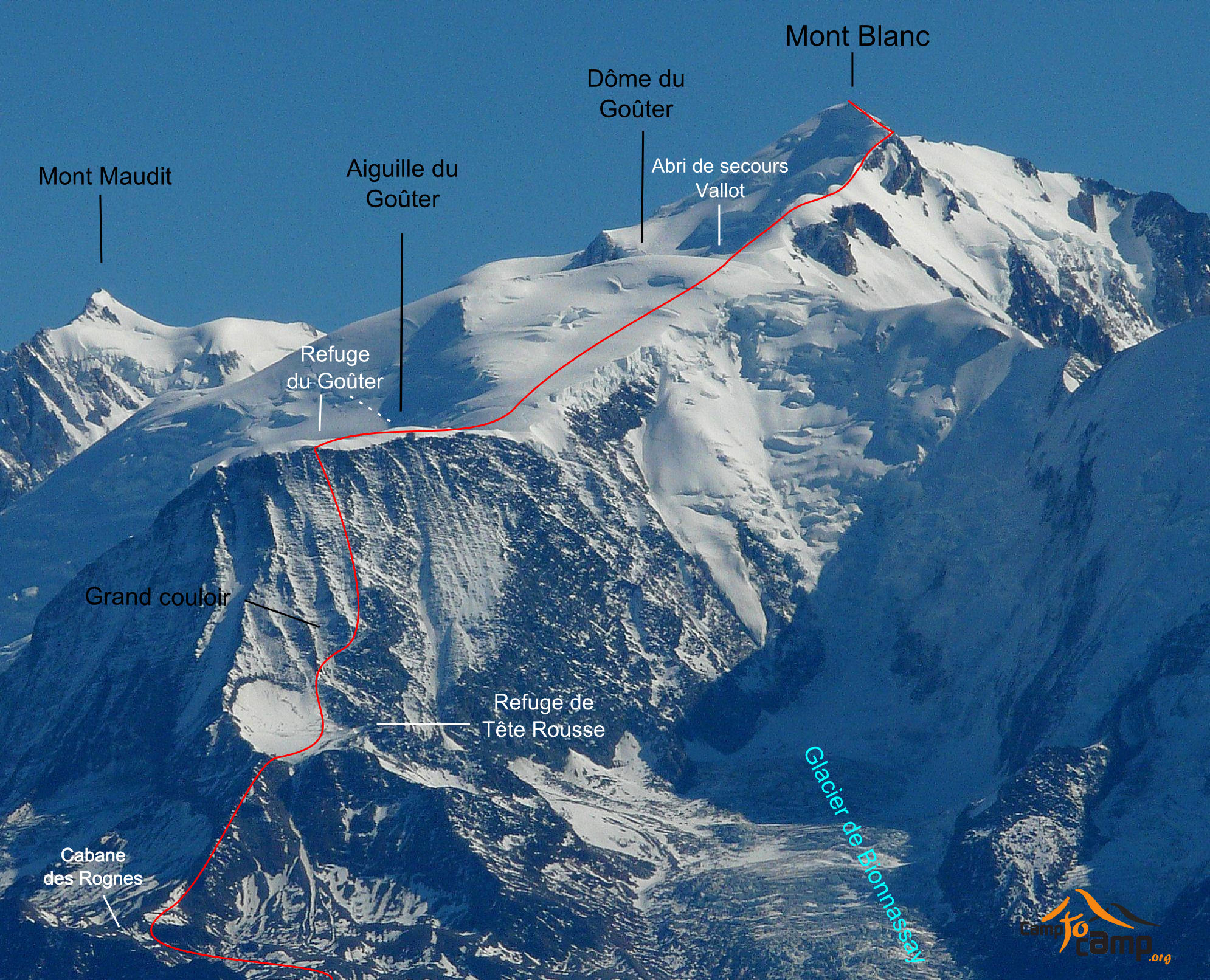
مون بلان وتظهر جليدة بيوناساي في الأسفل

مون بلان (بالفرنسية: Mont Blanc; (بالإيطالية: Monte Bianco)‏ ويعني الجبل الأبيض) هو جبل واقع في داخل إيطاليا على الحدود الفرنسية الإيطالية. يعد أعلى الجبال الواقعة في أوروبا الغربية. ارتفاعه يختلف من عام لعام اعتبارا لكمية الثلوج المتساقطة في ذلك العام.

## القمة
كانت القمة موضوع ساحر في العديد من الأعمال الثقافية ولعدة قرون وكانت هدفاً لجميع أنواع المغامرين، منذ تسلقها الأول في عام 1786. العديد من الطرق التي تُرتادُ الآن تتيح لنا الصعود لكن مع استعداد الجاد. من أجل تحديد ارتفاعها الدقيق وقياس تطورها، يصعد خبراء المساحة بشكل دوري. المقياس الأخير المعروف لارتفاعها هو 4880.72 متر.
يعود أول ذكر لـ «مونت بلان» إلى عام 1685، مع أول قياس جيوديسي لجيومتر جنيف والفلكي نيكولاس فاتيو وشقيقه جان كريستوف، الذي أعطى حسابًا لارتفاع الجبل. كما يقول المؤرخ تيريز ليغواي، «لفترة طويلة كان يعد الجبل المرتفع مصدراً للخوف».
لم يتم تسمية القمة بوضوح في الكتابات أو الخرائط المختلفة للقرنين السادس عشر والسابع عشر. في كتابه «الأنهار الجليدية في مونت بلان»، أسس عالم الجليد روبرت فيفيان التسلسل الزمني لمختلف تمثيلات الخرائط أو اقتباسات الجبل.
بعد بضع سنوات، تم وضع «خريطة» من قبل جان دي بينز. في التوصيفات اللاحقة، تم تعيين الجبل بواسطة اختصار «Mount. وتعني اللعنة، ثم» الجبل الملعون«. يذكر عمل رسم الخرائط للمهندس ورسام الخرائط العسكري في بييمونتي جيوفاني توماسو بورغونيو للمسرح ستاتوم ساباودي، في عام 1682، وتمثيله، يذكر:» في فوسيجني، نقول فقط أن هناك جبال ارتفاعًا مذهلاً (...) هذا هو المكان الذي يسميه (...) الجبل الملعون لأنه مغطى دائمًا بالثلج والجليد.
يصبح اسم الجبل "مون بلان" على الخرائط التي رسمها عالم الطبيعة في جنيف بيير مارتيل في عام 1742. يحتوي القاموس التاريخي والجغرافي لإيطاليا، الذي نُشر عام 1775 في باريس، أيضًا على إدخال لمونت بلان يحدد التسميات المختلفة بالاسم الأول "مونت مالديتو، مونت موديت، أو مونت بلانك.

## الجغرافيا
تقع قمة مون بلان بين الجنوب الشرقي لفرنسا، في منطقة أوفرن رون ألب وفي مقاطعة هوت سافوا، وشمال غرب إيطاليا، في المنطقة ذات الوضع الخاص للوادي أوستا. المسار الدقيق للحدود هو موضوع جدل. يمتد الجبل فوق أراضي بلديتي شاموني مونت بلان وكورمايور، وتبلغ قمته حوالي 10 كيلومترات جنوب قرية الأولى وعلى مسافة شمال غرب قرية الثانية؛ الجزء الذي تطالب به فرنسا جنوب مستجمعات المياه التي تعبر القمة يشكل جيبًا لبلدية سان جيرفيه ليه. تقع أوستا على بعد 37 كيلومتراً إلى الجنوب الشرقي، وجنيف على بعد 70 كيلومتراً من الشمال الغربي، وتورينو على بعد أكثر من 100 كيلومتر جنوب شرق وغرنوبل على بعد 115 كيلومتراً وليون أكثر من 150 كيلومتراً من الغرب.
تقع القمة على ارتفاع 4,809 مترًا في قلب منطقة كتلة مونت بلانك وهي أعلى نقطة في جبال الألب. كما أنها أعلى قمة في أوروبا الغربية، والتي أكسبتها لقب «سقف أوروبا». ومع ذلك، إذا اعتبرنا أن هذه القارة تمتد إلى القوقاز، فستتجاوزها أربع قمم في الشمال أو على خط مستجمعات المياه الرئيسي بين الأراضي الروسية والجورجية.
تعلو مونت بلان على جبل موديت (4,465 م) وإيجويل دو ميدي (3842 م) إلى الشمال الشرقي، وجراندس جوراس (4,208 م) إلى الشرق-الشمال الشرقي، جبل بلان دي كورمايور (4,748 م) إلى الجنوب الشرقي ودوم غووتر (4,304 م) إلى الشمال الغربي.